# Élections sénatoriales de 2020 au Tennessee
Les élections sénatoriales de 2020 au Tennessee ont lieu le 3 novembre 2020 afin d'élire 16 des 33 membres du Sénat de l'État américain du Tennessee.

## Système électoral
Le Sénat du Tennessee est la chambre haute de son parlement bicaméral. Il est composé de 33 sièges pourvus pour quatre ans mais renouvelés par moitié tous les deux ans au scrutin uninominal majoritaire à un tour dans autant de circonscriptions que de sièges à pourvoir.

## Résultats
| Partis                   | Partis                | Voix | %   | Sièges      | Sièges | Sièges | Sièges      | Sièges        |  |
| Partis                   | Partis                | Voix | %   | Total avant | En jeu | Élus   | Total après | +/-           |  |
| ------------------------ | --------------------- | ---- | --- | ----------- | ------ | ------ | ----------- | ------------- |  |
|                          | Parti républicain (R) |      |     | 28          | 15     | 14     | 27          | 1             |  |
|                          | Parti démocrate (D)   |      |     | 5           | 1      | 2      | 6           | 1             |  |
|                          | Libertarien (L)       |      |     | 0           | 0      | 0      | 0           | en stagnation |  |
|                          | Vert (G)              |      |     | 0           | 0      | 0      | 0           | en stagnation |  |
|                          |                       |      |     |             |        |        |             |               |  |
| Votes valides            |                       |      |     |             |        |        |             |               |  |
| Votes blancs et nuls     |                       |      |     |             |        |        |             |               |  |
| Total                    | Total                 |      | 100 | 33          | 16     | 16     | 33          | en stagnation |  |
| Abstentions              |                       |      |     |             |        |        |             |               |  |
| Inscrits / participation |                       |      |     |             |        |        |             |               |  |